# 鈴木貫太郎
鈴木 貫太郎（すずき かんたろう、1868年1月18日〈慶応3年12月24日〉- 1948年〈昭和23年〉4月17日）は、日本の海軍軍人、政治家。最終階級は海軍大将。栄典は従一位勲一等功三級男爵。
海軍士官として海軍次官、連合艦隊司令長官、海軍軍令部長（第8代）などの顕職を歴任した。予備役編入後に侍従長に就任。さらに枢密顧問官も兼任した。
枢密院副議長（第14代）、枢密院議長（第20・22代）を務めたあと、小磯國昭の後任として内閣総理大臣（第42代）に就任した。一時、外務大臣（第62代）、大東亜大臣（第3代）も兼任した。陸軍の反対を押し切ってポツダム宣言を受諾し、第二次世界大戦を終戦へと導いた。また、江戸時代生まれとしては最後の内閣総理大臣である。

## 生涯

### 生い立ちから海軍時代

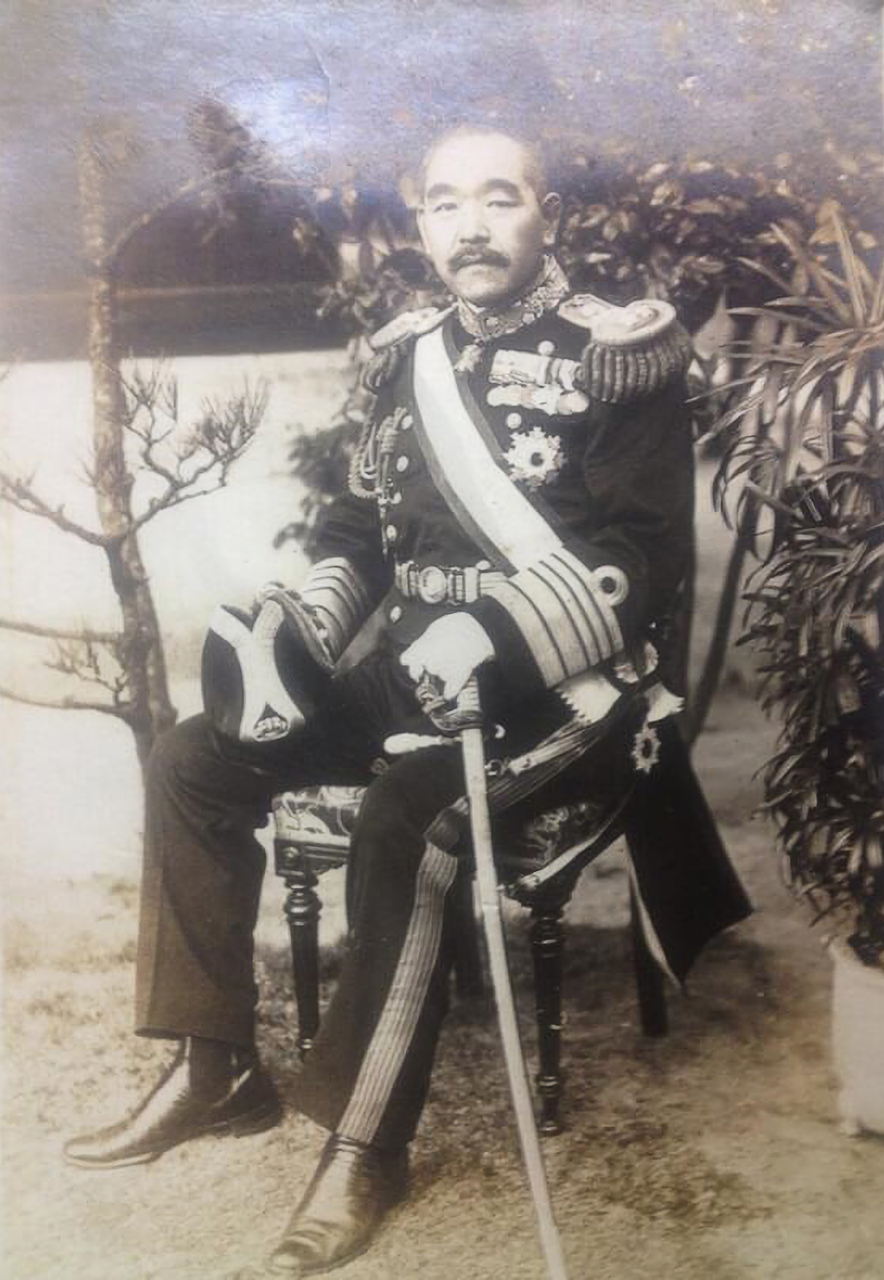
海軍大将時代の鈴木貫太郎（1923年ごろ）

1868年1月18日（慶応3年12月24日）、和泉国大鳥郡伏尾新田（現在の大阪府堺市中区伏尾で、当時は下総関宿藩の飛地）に関宿藩士で代官の鈴木由哲と妻・きよの長男として生まれる。1871年（明治4年）に本籍地である千葉県東葛飾郡関宿町（現・野田市）に居を移す。
1877年（明治10年）、群馬県前橋市に転居し、厩橋学校、前橋中学、攻玉社を経て、1884年（明治17年）に海軍兵学校に入校（14期）。1895年（明治28年）、日清戦争に従軍。第三水雷艇隊所属の第五号型水雷艇第6号艇艇長として威海衛の戦いに参加し、発射管の不備もあって夜襲では魚雷の発射に失敗したものの（戦後、部下の上崎辰次郎上等兵曹が責任を感じ自決している）、湾内の防材の破壊や偵察などに従事した。その後、海門航海長として台湾平定に参加、次いで比叡、金剛を経て、1897年（明治30年）海軍大学校入校、砲術を学んだ後、1898年（明治31年）甲種学生として卒業。
同年、旧会津藩士・大沼親誠の娘・とよと結婚した。とよの姉は出羽重遠夫人である。
ドイツ駐在中だった1903年（明治36年）9月26日、鈴木は中佐に昇進したが、一期下の者たちより低いその席次 に腹をたて退役まで検討した。しかし「日露関係が緊迫してきた、今こそ国家のためにご奉公せよ」という手紙を父親から受けたことにより、思いとどまったという。同年末に日本海軍は対ロシア戦のため、アルゼンチンの発注でイタリアにおいて建造され竣工間近であった装甲巡洋艦「リバタビア」を急遽購入し巡洋艦「春日」としたが、鈴木はその回航委員長に任じられた。
1904年（明治37年）2月に日露戦争が始まったが、鈴木は「春日」の回航委員長として、僚艦「日進」と共に日本に向け回航中であった。日本に到着すると鈴木はそのまま「春日」の副長に任命され、黄海海戦にも参加した。その後第五駆逐隊司令を経て、翌1905年（明治38年）1月に第四駆逐隊司令に転じた。第四駆逐隊では、持論だった高速近距離射法を実現するために猛訓練を行い、部下から鬼の貫太郎、鬼の艇長、鬼貫と呼ばれた。第四駆逐隊司令として日本海海戦に参加し、敵旗艦である戦艦「クニャージ・スヴォーロフ」、同「ナヴァリン」、同「シソイ・ヴェリキィー」に魚雷を命中させるなどの戦果を挙げ勝利に貢献した。
日露戦争後の海軍大学校教官時代には駆逐艦、水雷艇射法について誤差猶予論、また軍艦射法について射界論を説き、海軍水雷術の発展に理論的にも貢献している。この武勲により、功三級金鵄勲章を受章する。
1912年（大正元年）、妻・とよが33歳で死去。
1914年（大正3年）、海軍次官となり、シーメンス事件の事後処理を行う。
翌年1915年(大正4年)、足立たかと再婚。たかは東京女子高等師範学校付属幼稚園の教員だったが、同幼稚園の児童を孫に持っていた菊池大麓の推薦により、裕仁親王（昭和天皇）の幼少期の教育係を勤めた人物であった。
1923年（大正12年）、海軍大将となり、1924年（大正13年）に連合艦隊司令長官に、翌年海軍軍令部長に就任。

### 海軍出の侍従長
1929年（昭和4年）に昭和天皇と皇太后（貞明皇后）の希望で、予備役となり枢密顧問官兼侍従長に就任した。鈴木自身は宮中の仕事には適していないと考えていた。鈴木が侍従長という大役を引き受けたのは、それまで在職していた海軍の最高位である軍令部長よりも侍従長が宮中席次に直すと三十位ほど階級が下であったために、格下になるのが嫌で天皇に仕える名誉ある職を断った、と人々に思われたくなかったからといわれる。
宮中では経験豊富な侍従に大半を委ねつつ、いざという時の差配や昭和天皇の話し相手に徹し、「大侍従長」と呼ばれた。また、1930年（昭和5年）に、海軍軍令部長・加藤寛治がロンドン軍縮条約に対する政府の回訓案に反対し、単独帷幄上奏をしようとした際には、後輩の加藤を説き伏せ思い留まらせている。本来、帷幄上奏を取り次ぐのは侍従武官長であり、当の奈良武次が「侍従長の此処置は大に不穏当なりと信ず」と日記に記しているように、鈴木の行動は越権行為のおそれがあった。
昭和天皇の信任が厚かった反面、国家主義者・青年将校たちからは牧野伸顕と並ぶ「君側の奸（）」と見なされ、このあと命を狙われることになった。一方で宮内省側でも青年将校らの動向は当時懸念されており、「若し軍人が宮中に武装してきたらどうするか」が論議されたときには、鈴木は即座に「軍人でもなんでも無法の者は撃て」と述べたという。

### 二・二六事件
1936年（昭和11年）2月26日に二・二六事件が発生した。事件前夜に鈴木はたか夫人と共に駐日アメリカ大使ジョセフ・グルーの招きで夕食会に出席した後、11時過ぎに麹町三番町の侍従長官邸に帰宅した。
午前5時ごろに安藤輝三陸軍大尉の指揮する一隊が官邸を襲撃した。鈴木ははじめ一隊に応戦するために納戸に置いていた刀を取りに行ったが、襲撃をうける前に妻のたかが泥棒が入られた時に刀でも持ってこられたら困ると思い片付けていたため鈴木は手ぶらで反乱軍の前に出ていった。はじめ安藤の姿はなく、下士官が「閣下でありますか？」と問うと鈴木が「そうだ、私が鈴木だ。何事がおこってこんな騒ぎをしているのか、話したらいいじゃないか」と冷静に言ったが下士官たちが答えることはなくそのうち「暇がありませんから撃ちます」と言い鈴木が「じゃあ撃て」と言うと下士官が兵士たちに発砲を命じた。この時兵士たちが発砲した拳銃は、明治二十六年式拳銃であったことが後にたかが証言している。鈴木は四発撃たれ、肩、左脚付根、左胸、脇腹に被弾し倒れ伏した。血の海になった八畳間に現れた安藤に対し、下士官の一人が「中隊長殿、とどめを」と促した。安藤が軍刀を抜くと、部屋の隅で兵士に押さえ込まれていた妻のたかが鈴木がまだ息をしていることに気づき最後に一言を言いたいと思い「お待ち下さい!」と大声で叫び、「老人ですからとどめはお止め下さい。どうしても必要というなら私が致します」と気丈に言い放った。安藤はうなずいて軍刀を収めると、「とどめは残酷だからよせ、鈴木貫太郎閣下に敬礼する。気をつけ、捧げ銃」と号令した。そしてたかの前に進みたかが「何事があってこのようなことになりましたか」と尋ねると、「閣下の考えている事と、我々躍進日本を志す若者との意見の相違です。それで奥様にはお気の毒なことを致しました。」と静かに語り、たかが貴方のお名前を聞きたいと尋ねると安藤は自分の名前をたかに告げ「暇がありませんから」とその場を後にした、帰り際に女中部屋の前を通った際「こうして鈴木閣下を殺してしまった以上自分も自決しなければならない」を言っているのを部屋にいた女中が聞いておりその後玄関で待っていた兵士たちが安藤に「いかかでしたか」と聞くと、「完全に目的を達した」といい兵士を引き連れて官邸を引き上げた。この際この玄関での会話を聞いていた警視庁の巡査は警視庁に、鈴木死亡と連絡した。
安藤が去ったのちたかが鈴木に駆け寄ると手で黙ってろと言い、反乱部隊が外で数を数え去った後、鈴木は自分で起き上がり「もう賊は逃げたかい」と尋ねた。たかが止血の処置をとっていると官舎が横であった宮内大臣の湯浅倉平が兵士が去ったのを見計らって駆けつけた。鈴木は湯浅に「私は大丈夫です。ご安心下さるよう、宮城へ行ってお上に申し上げてください」と言った。声を出すたびに傷口から血が溢れ出ていた。湯浅が帰った後、近所に住んでいた日本医科大学学長塩田広重が駆けつけ、たかに「奥さんご安心なさい私がきましたから」と声をかけ部屋の中に入ったが鈴木は大量に出血しており、駆けつけた塩田がその血で転んで血まみれになってしまったという。鈴木は畳の上で撃たれた状態のままで横になっていたため布団を敷きその上にのちに駆けつけた鈴木の主治医とともに移動させた。この時、不用意に動かしてしまった為、顔が白くなっていき鈴木の心臓が停止してしまった。その後、塩田が看護婦を連れてきて、鈴木の血液型を調べO型ということがわかったため大急ぎでO型の血液を運び込み輸血を行った。輸血を行うためO型の輸血用の血液を運んできた医師は内閣総理大臣官邸沿いの道を通ってきたため、途中反乱軍に「こっちへ来てはならん。」と止められたが、その止めた反乱軍の兵士が血液を運んできた医師に以前に助けられていたため、医師が事情を話すと「ここでそんなことを言っちゃなりません。私がついて行ってあげますから」と兵士に案内され反乱軍に止められることなく鈴木邸へ着くことができたという。
塩田とたかが血まみれの鈴木を円タクに押し込み日医大飯田町病院に運んだが、出血多量で意識を喪失、心臓も停止した。直ちに甦生術が施され、枕元ではたかが必死の思いで呼びかけたところ、奇跡的に息を吹き返した。頭と心臓、及び肩と股に拳銃弾を浴び瀕死の重症だったが、胸部の弾丸が心臓をわずかに右に外れたことと頭部に入った弾丸が貫通して耳の後ろから出たことが幸いだった。
この時体の中に残った弾丸は塩田が鈴木に「うるさいようでしたらいつでも取り出してあげますよ」と提案したが、結局鈴木はこの提案を断り、生涯弾丸は体の中に残ったままであった。
安藤輝三は以前に一般人と共に鈴木を訪ね時局について話を聞いており面識があった。安藤は鈴木について「噂を聞いているのと実際に会ってみるのでは全く違った。あの人は西郷隆盛のような人だ。懐の深い大人物だ」と言い、後に座右の銘にするからと書を鈴木に希望し、鈴木もそれに応えて書を安藤に送っている。安藤が処刑された後に、鈴木は記者に「首魁のような立場にいたから止むを得ずああいうことになってしまったのだろうが、思想という点では実に純真な、惜しい若者を死なせてしまったと思う」と述べた。決起に及び腰であった安藤に対して磯部浅一は死ぬまで鈴木を憎み続け、獄中で残した日記で他の「君側の奸」たちとともに繰り返し罵倒している。
事件から約1か月余りたった4月中旬には回復を遂げて職務に復帰したが、11月20日に老齢により侍従長を退任し枢密顧問官専任となった。同日、長年の勲功によって特に男爵に叙せられた。
1937年（昭和12年）1月、鈴木の生地に鎮座する多治速比売神社に二・二六事件での負傷からの本復祝としてたか夫人と参拝し「重症を負った時、多治速比売命が、枕元にお立ちになって命を救われました。そのお礼にお参りに来ました」と語ったと、当時の宮司夫人などにより伝えられている。

### 内閣総理大臣に就任

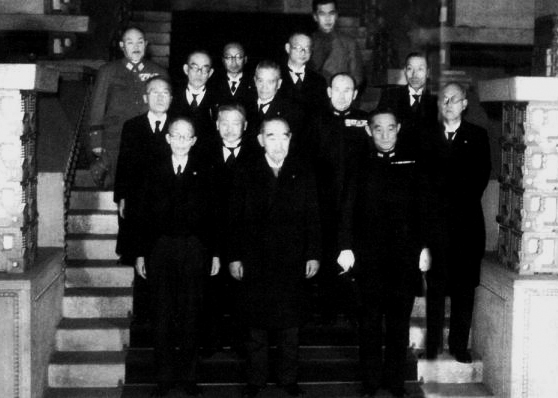
1945年4月7日、鈴木貫太郎内閣の閣僚らと

1941年（昭和16年）12月8日に日本は対米英開戦して太平洋戦争（大東亜戦争）に参戦したが、戦況が悪化した1945年（昭和20年）4月、枢密院議長に就任していた鈴木は、同月5日に戦況悪化の責任をとり辞職した小磯國昭の後継を決める重臣会議に出席した。
構成メンバーは6名の総理大臣経験者と内大臣の木戸幸一、そして枢密院議長の鈴木であった。若槻禮次郎、近衛文麿、岡田啓介、平沼騏一郎らは首相に鈴木を推したが、鈴木は驚いて「かねて、岡田閣下にも申したことがあるけれども、軍人が政治に身を乗り出すのは国を滅ぼすものだと考えている。ローマ帝国の滅亡もしかり、カイザーの末路、ロマノフ王朝の滅亡またしかりである。だから自分が政治の世界にでるのは、自分の主義や信念のうえからみても困難な事情がある。しかも、私は耳も遠くなっているのでお断りしたい。」と答えた。しかし既に重臣の間では昭和天皇の信任が厚い鈴木の首相推薦について根回しが行われていた。
東條英機は、日本陸軍が本土防衛の主体であるとの理由で元帥陸軍大将の畑俊六を推薦し、「国内が戦場になろうとしている現在、よほどご注意にならないと、陸軍がそっぽを向く恐れがある。陸軍がソッポを向けば、内閣は崩壊するほかはない。」と高圧的な態度で言った。これに対して岡田啓介が「この重大な時局、大困難にあたり、いやしくも大命を拝した者に対してソッポをむくとはなにごとか、国土を防衛するのは、いったい、誰の責任であるか。陸海軍ではないか。」と東條をたしなめ、東條は反論できずに黙ってしまった。こうして重臣会議では鈴木を後継首班にすることが決定された。
重臣会議の結論を聞いて天皇は鈴木を呼び、「卿に組閣を命ずる」と組閣の大命を下した。この時の遣り取りについては、侍立した侍従長の藤田尚徳の証言がある。「陛下の御言葉は、誠に恐れ多く受け賜りました。ただ、このことは、なにとぞ拝辞のお許しをお願い致したいと存じます。昼間の重臣会議でも、このことはしきりに承りましたが、鈴木は固辞致しました。鈴木は一介の武臣です。これまでに政界とはなんら交渉もなく、又、何らの政治的な意見も持っておりません。鈴木は、軍人が政治に関わらないことを明治天皇に教えられ、今日までモットーにしてまいりました。陛下の御言葉にそむくのは、大変恐れおおいとは思いますが、なにとぞ、この一事は拝辞のお許しをお願いしたいと願っております。」
「軍人は政治に関与せざるべし」という信念から辞退の言葉を繰り返す鈴木に対して天皇はにっこりと笑みを浮かべて、「鈴木がそのように考えるだろうということは、私も想像しておった。鈴木の心境はよくわかる。しかし、この国家危急の重大な時期に際して、もう人はいない。頼むから、どうか、気持ちを曲げて承知してもらいたい」と天皇は述べた。鈴木は自身に政治的手腕はないと思っていたが、「頼む」とまで言われると深くうなだれて「とくと考えさせていただきます」と、それ以上は固辞しなかった。
天皇から頼まれて首相に就任するというのは異例のことだった。また、鈴木内閣の組閣が終わった後、鈴木は大宮御所にかつて鈴木を侍従長に推した貞明皇后（大正天皇の皇后、当時は皇太后）を訪ねた際、鈴木が組閣の報告をすると、皇太后は鈴木に椅子をすすめ、「今、歳の若い陛下が国運興廃の岐路に立って、日夜、苦悩されている。もともと陛下としてはこの戦争を始めるのは本意ではなかった。それが、今は敗戦につぐ敗戦を以てし、祖宗に受けた日本が累卵の危機にひんしている。鈴木は陛下の大御心を最もよく知っているはずである。どうか、親代わりになって、陛下の胸中の苦悩を払拭してほしい、また多数の国民を塗炭の苦しみから救ってほしい」と鈴木に話し、涙を流した。
この話を鈴木は戦後まで語らず、戦後に千葉県の関宿で悠々自適な生活を送っていた鈴木を左近司政三が訪ねた際に秘話として声を詰まらせて、泣きながら鈴木は左近司に話したという。
4月5日の夜、大命を受けて午後11時過ぎに小石川区小石川丸山町の自宅へ帰って来た鈴木は、玄関で誰に言うともなく「困ったことになった」と呟きながら居間へ入った。翌6日鈴木と朝食を共にした一は「こうなった以上私は農商務省の局長をやめて、お父さんの秘書官として助けようと思います」と自分の意思を告げると、鈴木は「そうか、そうしてくれるか」と微笑みながらいった。 鈴木は、どういうふうに組閣をするのか事務的なことはわからず、親友であった岡田啓介にいきなり電話をかけ、「軍需大臣になってほしい」と頼み込んだ。岡田は自分なんかを軍需大臣に考える様では、どんな内閣を作るのかわからんぞと心配になり、すぐに組閣本部であった鈴木の自宅へ行った。
組閣本部は電話のかけ方にも慣れていないものしか周囲におらず、岡田はすぐに二・二六事件の際に生死を共にした娘婿の迫水久常を呼び寄せた。この時迫水は大蔵省の局長であったが、岡田が切羽詰まった様子で頼んできたため、直ちに上司である津島壽一大蔵大臣に電話の件を話し、鈴木邸に駆けつけた。迫水が着くと鈴木は岡田と対座しており、机の上には閣僚名簿とかかれた紙が置いてあったがその紙には官名は書いてあったが、具体的な名前が書き込んであったのは、内閣総理大臣に鈴木の名前と、内閣書記官長に迫水の名前のみであった
組閣に際して、書記官長に内定した迫水は空襲下でも安心して組閣工作が進められる場所として、東條内閣の終わり頃から重臣会議の会場としてしばしば使われてきた日比谷の第一生命館を組閣本部に白羽の矢を立て、鈴木へ連絡したが、鈴木は「そんなことをする必要はない。今度の組閣はどうしてもこの鈴木家でやりたい」と言った為、鈴木邸を組閣本部にとして、組閣工作を進めた。
組閣の第一歩として陸軍大臣を決めるため、鈴木と長男の一が陸軍省へ訪問するところから始まった。出迎えた現職陸軍大臣の杉山元に対し、鈴木は侍従長時代、侍従武官であった阿南惟幾を陸軍大臣に指名した。 杉山は直ちに陸軍三長官会議を開き三つの条件付きで、阿南を入閣させることに決めた。 条件として、一、あくまで戦争を完遂すること　二、陸海軍を一体化すること　三、本土決戦必勝のため、陸軍の企図する諸政策を具体的に躊躇なく実行すること。　鈴木はこの三条件をあっさりと呑みこうして陸軍大臣が決まった。
次に陸軍が決まったのなら次は海軍と、鈴木の胸中に最初からあった米内光政を留任させるという考えを前首相の小磯国昭へ相談した。小磯は「異論はない」と承認したが、当の本人であった米内は、「私は前内閣が発足するとき、小磯大将と共に大命を拝受した身である。その小磯内閣が総辞職した以上、責任の一半は私にもある。他の大臣の留任は致し方がないとしても私は小磯と共に下野するのがよいと考えている。私はまず第一候補として井上成美中将、もし井上中将が受けない場合には長谷川清大将を推したいという腹づもりを持っている。それに私自身、近頃健康もすぐれないので、こんどは閣外に去らせてもらいたい。しかし、閣外にあっても協力だけは惜しまないつもりでいる。」と受ける気配がなかったが、米内の推す井上成美中将と長谷川清大将は二人とも口を揃えて、米内の留任が最も良いと言って、こちらも受ける気がなく、結局、鈴木は強引に米内の留任を決めた。
大蔵大臣の選考では鈴木の構想どおり勝田主計に白羽の矢をたて、直ちに疎開先であった埼玉県へ遣いを走らせたが、当の勝田は歳を取りすぎて体が動かないという理由で受けようとせず、「どうしても適当な人が見つからない場合は、私の娘婿である廣瀬豊作を起用したらいかがでしょう」と大蔵省の官僚であった広瀬豊作を推薦し、鈴木は親友であった勝田が推薦するならと広瀬の入閣を決めた。
農商大臣に関しては、以前から鈴木家と家族ぐるみのつきあいをしていた石黒忠悳の息子である石黒忠篤へ依頼し、石黒は快くこれを承諾した。
国務大臣兼情報局総裁は、当時日本放送協会会長であった下村宏を鈴木は想定していた。下村は鈴木に呼び出され、国務大臣兼情報局総裁への就任を依頼されたが即答は差し控え放送会館へ引き返した。しかし、鈴木の側近からの、下村は他からの推挙によるものではなく鈴木が持っていた手駒である、という言葉で入閣を決断した。
　こうして4月7日の夜半に親任式を終えて鈴木内閣が発足した。鈴木は非国会議員、江戸時代生まれ という二つの点で、内閣総理大臣を務めた人物の中で、最後の人物である（但し鈴木が亡くなった時点で平沼のほか、岡田や若槻も存命していたため江戸時代生まれの首相経験者で最後の生き残りではない）。満77歳2か月での内閣総理大臣就任は、戦前・戦後を通じて日本最高齢の記録である。
鈴木は総理就任にあたり、メディアを通じて次のように表明した。なお日本ニュースでは「」の部分のみが放映された。

### 日米関係への姿勢
鈴木の就任後、まもなく死亡した敵国の首脳であるアメリカ合衆国大統領フランクリン・ルーズベルトの訃報を知ると、同盟通信社の短波放送により、
という談話を世界へ発信している。1945年4月23日のTIME誌の記事では、以下のように発言が引用されている。
| 「 | I must admit that Roosevelt's leadership has been very effective and has been responsible for the Americans' advantageous position today. For that reason I can easily understand the great loss his passing means to the American people and my profound sympathy goes to them. 翻訳：大日本帝国としては、ルーズベルト大統領のリーダーシップが優れており、それが現在のアメリカ優勢の戦況をもたらしていることを認めざるを得ません。よって彼の死去はアメリカ人にとって大きな損失であることを理解し、これに哀悼の意を表します。 | 」 |

戦局が悪化し決戦態勢構築が進められていた1945年（昭和20年）6月9日、帝国議会貴族院及び衆議院本会議の演説で、鈴木は徹底抗戦への心構えを述べる中でアメリカの「非道」に触れるに際し、1918年（大正7年）のサンフランシスコ訪問時に「太平洋は名の如く平和の洋にして日米交易のために天の与えたる恩恵である、もしこれを軍隊搬送のために用うるが如きことあらば、必ずや両国ともに天罰を受くべしと警告した」というエピソードを紹介した。
2日後の衆議院の委員会で、質問に立った小山亮から「国民は詔勅にある『天佑』を信じて戦いに赴いているのであり、天罰を受けるなどという考えは毛頭持っていないだろう」として、演説での発言が国民に悪影響を与えるのではないかという疑念を打ち消すような釈明を求められた。これに対する鈴木の答弁（発言を後から取り消したため会議録では抹消されている）に議場は紛糾し、その後の再度の鈴木の釈明に「これでは内閣に信を置けない」として、小山は質問を打ち切り、退席する事態となった（天罰発言事件）。
議会召集に最初から反対していた和平派の海軍大臣・米内光政（元首相）は、内閣を反逆者扱いする議会に反発して、閉会を主張するとともに辞意を表明、内閣は瓦解の危機に瀕した。抗戦派と目された陸軍大臣・阿南惟幾は、鈴木とともに米内を説得し、内閣瓦解をなんとか防いだ。
この鈴木の国会演説に関して半藤一利は、「鈴木が日本の立場（平和を愛する天皇と国家）を訴えて、連合国の無条件降伏の主張を変えさせることが目的だった」と記している。これに対し保阪正康は、「鈴木の意図は天皇との暗黙の了解のもと、議会に真意を汲ませて和平へと国論を向ける助力とすることにあった」と述べている。

### 終戦工作
1945年（昭和20年）6月6日、最高戦争指導会議に提出された内閣総合企画局作成の『国力の現状』では、産業生産力や交通輸送力の低下から、戦争継続がほとんどおぼつかないという状況認識が示されたが、「本土決戦」との整合を持たせるために「敢闘精神の不足を補えば継戦は可能」と結論づけられ、6月8日の御前会議で、戦争目的を「皇土保衛」「国体護持」とした「戦争指導大綱」が決定された。
この日の重臣会議で、若槻禮次郎から戦争継続についての意見を尋ねられた時、鈴木は「理外の理ということもある。徹底抗戦で利かなければ死あるのみだ！」と叫びテーブルを叩いた。このとき同席した東條英機は満足してうなずいたが、近衛文麿は微笑しており若槻が不審に思った。
これは、東條ら戦争継続派に対する鈴木のカムフラージュと言われており、内大臣（木戸幸一）に会いに行くと、「皇族をはじめ、自分たちの間では和平より道はもうないといふ事に決まって居るから、此事、お含み置きくださいといふ話。若槻さんは首相はどうなのですかと訊くと、勿論、和平説ですといふ内大臣の返事で、初めて近衛さんの微笑の謎が解けたといふ」という若槻の証言が残っている。前記の「天罰」発言がなされたのはその翌日であった。
左近司政三国務相や下村海南情報局総裁も、鈴木の強硬な態度に疑念を覚えることもあったが、秘かに鈴木の本心が講和にあることを直接聞いて安心したという。
「戦争指導大綱」に従い、国民義勇戦闘隊を創設する義勇兵役法など、本土決戦のための体制作りが進められた。7月に陸軍将校の案内で、鈴木は内閣書記官長の迫水久常とともに、国民義勇戦闘隊に支給される武器の展示を見学したが、置かれていたのは、鉄片を弾丸とする先込め単発銃・竹槍・弓・刺又など、全て江戸時代の代物で、迫水が後年の回想（『機関銃下の首相官邸』）で「陸軍の連中は、これらの兵器を、本気で国民義勇戦闘隊に使わせようと思っているのだろうか。私は狂気の沙汰だと思った」と記すほどのものであった。
こうした状況で、木戸幸一と米内光政の働きかけにより、6月22日の御前会議でソ連に米英との講和の仲介を働きかけることが決定された。ソ連は日ソ中立条約の延長を拒否したが、条約は規定に従い1946年（昭和21年）春まで有効となっていた。「日本軍の無条件降伏」を求めたポツダム宣言に、ソ連が署名していなかったことも政府側に期待を持たせた。鈴木は「西郷隆盛に似ている」と語るなど秘書官の松谷誠らとともに、ソ連のヨシフ・スターリンに期待していた。
一方でスターリンは、1945年2月のヤルタ会談で、ルーズベルトとの会談でヨーロッパ戦線が終わった後に「満州国・千島列島・樺太に侵攻する」ことを約束しており、3週間前のポツダム会談において、アメリカ大統領ハリー・S・トルーマンに、日本から終戦の仲介依頼があったことを明かし、「日本人をぐっすり眠らせておくのが望ましい」ため「ソ連の斡旋に脈があると信じさせるのがよい」と提案しており、トルーマンもこれに同意していた。
ポツダム宣言発表翌日の7月27日未明、外務省経由で宣言の内容を知った政府は、直ちに最高戦争指導会議及び閣議を開き、その対応について協議した。その結果、外務大臣・東郷茂徳の「この宣言は事実上有条件講和の申し出であるから、これを拒否すれば重大な結果を及ぼす恐れがある。よって暫くこれに対する意見表示をしないで見送ろう。その間に対ソ交渉を進めソ連の出方を見た上で何分の措置をとりたい」という意見で合意し、政府の公式見解は発表しないという方針を取った。
翌28日付の各紙朝刊では、「帝国政府としては、米・英・重慶三国の共同声明に関しては、何等重大なる価値あるものに非ずしてこれを黙殺するであろう」などの論評が付せられたものの、その他は宣言の要約説明と経過報告に終始し、扱いも小さなものであった。
ところが、継戦派の梅津美治郎・阿南惟幾・豊田副武らが、宣言の公式な非難声明を出すことを政府に強く提案し、これに押し切られる形で米内が「政府がポツダム宣言を無視するという声明を出してはどうか」と提案して認められた。
28日午後におこなわれた記者会見において、鈴木は「共同聲明はカイロ會談の焼直しと思ふ、政府としては重大な價値あるものとは認めず默殺し、斷乎戰爭完遂に邁進する」というコメントを述べた。
鈴木は、ポツダム宣言に対しては意見を特に言わない、との態度をとったつもりであり、「黙殺」という言葉についても「no comment（ノーコメント、大人びた態度でしばらく賛否の態度を表明しない）」という意図をこめていたが、翌日新聞各紙に「黙殺する」という言葉を大きく取り上げられ、結果的にこの発言が連合国側にポツダム宣言に対する reject（拒否）と解されたことは誤算となった。この「黙殺」は同盟通信社により「ignore it entirely（全面的に無視）」と翻訳され、ロイターとAP通信では「reject（拒否）」と報道された。
記者会見に出席した同盟通信国際局長の長谷川才次は、「政府はポツダム宣言を受諾するのか」という質問に対して鈴木が「ノーコメント」と回答したことをはっきり記憶していると戦後に述べている。また、鈴木の孫の哲太郎は1995年（平成7年）の8月のNHKラジオの戦後50年特集番組において、「祖父の本心は『ノーコメント』と言いたかったのだと思うが、陸軍の圧力で『黙殺』になってしまったのだろう。祖父は後で、あの『黙殺』発言は失敗だった、もっと別の表現があったと思うと漏らしていた」と語っている。
ポツダム宣言に対する大日本帝国政府の断固たる態度を見たアメリカが、日本への原子爆弾投下を最終的に決断したとの見方もある。鈴木自身は自叙伝のなかで、「（軍部強硬派の）圧力で心ならずも出た言葉であり、後々にいたるまで余の誠に遺憾とする点」であると反省している。
高木惣吉海軍少将は米内に対して「なぜ総理にあんなくだらぬことを放言させたのですか」と質問したが、米内は沈黙したままで、鈴木のみが責をとった形となった。
トルーマンの日記には7月25日に「この兵器（原爆）は日本の軍事基地に対して今日から8月10日までの間に用いられる」と記しており、鈴木の発言とは関わりがない。この7月25日は原爆投下の正式な日取りが決定された日で、長谷川毅は、トルーマンが日本のポツダム宣言拒否後に原爆投下を決定したというのは歴史的事実に反し、宣言発表前に原爆投下は既に決定されており、むしろ投下を正当化するためにポツダム宣言が出されたのだと述べている。
一方で、同時期にポツダム宣言を受諾するよう促された鈴木が、内閣情報局総裁下村宏などに、「今戦争を終わらせる必要はない」との発言をしたという記録もある。また、トルーマンは「今のところ最後通牒に正式な返答はない。計画に変更はなし。原爆は、日本が降伏しない限り、8月3日以後に(軍事基地に)投下されるよう手配済みである」と述べており、原爆投下の決定は「黙殺」発言に影響を受けていないにせよ、原爆投下計画は、日本側の沈黙を受けてのものであることに変わりはない。
8月6日の広島市への原子爆弾投下、8日のソ連対日参戦と9日の長崎市への原子爆弾投下、15日の終戦に至る間、鈴木は77歳の老体を押して不眠不休に近い形で終戦工作に精力を尽くした。昭和天皇の希望は「軍や国民の混乱を最低限に抑える形で戦争を終らせたい」というものであり、鈴木は「天皇の名の下に起った戦争を衆目が納得する形で終らせるには、天皇本人の聖断を賜るよりほかない」と考えていた。
8月10日未明から行われた天皇臨席での最高戦争指導会議（御前会議）では、ポツダム宣言受諾を巡り、東郷茂徳が主張し米内光政と平沼騏一郎が同意した1条件付受諾と、本土決戦を主張する阿南惟幾が参謀総長・梅津美治郎と軍令部総長・豊田副武の同意を受け主張した4条件付受諾との間で激論がたたかわされ、結論がでなかった。
午前2時ごろに鈴木が起立し、「誠に以って畏多い極みでありますが、これより私が御前に出て、思召しを御伺いし、聖慮を以って本会議の決定と致したいと存じます」と述べた。昭和天皇は涙ながらに、「朕の意見は、先ほどから外務大臣の申しているところに同意である」と即時受諾案に賛意を示した。
昭和天皇の聖断が下ったが、ポツダム宣言に記された国体に関する条文の解釈について、外務省と軍部の間で見解が分裂し、8月14日に再度御前会議が招集され、天皇の聖断を再び仰ぐことになった。御前会議は8月14日正午に終わり、日本の降伏が決まった。
8月15日の早朝、首相官邸に泊まり込んでいた内閣官房総務課長・佐藤朝生より「官邸が襲撃されました。兵隊たちが総理を捜しに自宅へ向かいました。すぐ逃げてください。」と電話がある。間もなく佐々木武雄陸軍大尉を中心とする国粋主義者達が総理官邸に続いて小石川の私邸を襲撃し（宮城事件）、鈴木は警護官に間一髪救い出された。正午、昭和天皇の朗読による玉音放送がラジオで放送された。この日の未明、阿南惟幾が自刃した。同日、鈴木は昭和天皇に辞表を提出し鈴木内閣は総辞職したが、東久邇宮内閣が成立する8月17日まで職務を執行している。

### 首相退任後
1945年9月に郷里・千葉県東葛飾郡関宿町（現・野田市）に一時滞在したことが、国立公文書館に保管されている動静録により分かっている。
1945年（昭和20年）12月15日に枢密院議長・平沼騏一郎が戦争犯罪容疑で逮捕され、鈴木は枢密院議長に再度就任した。1946年（昭和21年）1月、昭和天皇から御紋付木盃並びに酒肴料を下賜され、加えて特旨を以て宮中杖の携行を許された。6月3日、公職追放令の対象となったため、枢密院副議長・清水澄に議長を譲り辞職し、郷里の関宿町に帰った。
。敗戦の1年後1946年（昭和21年）のインタビューでは、「われは敗軍の将である。ただいま郷里に帰って、畑を相手にいたして生活しております」と述べている。

### 死去

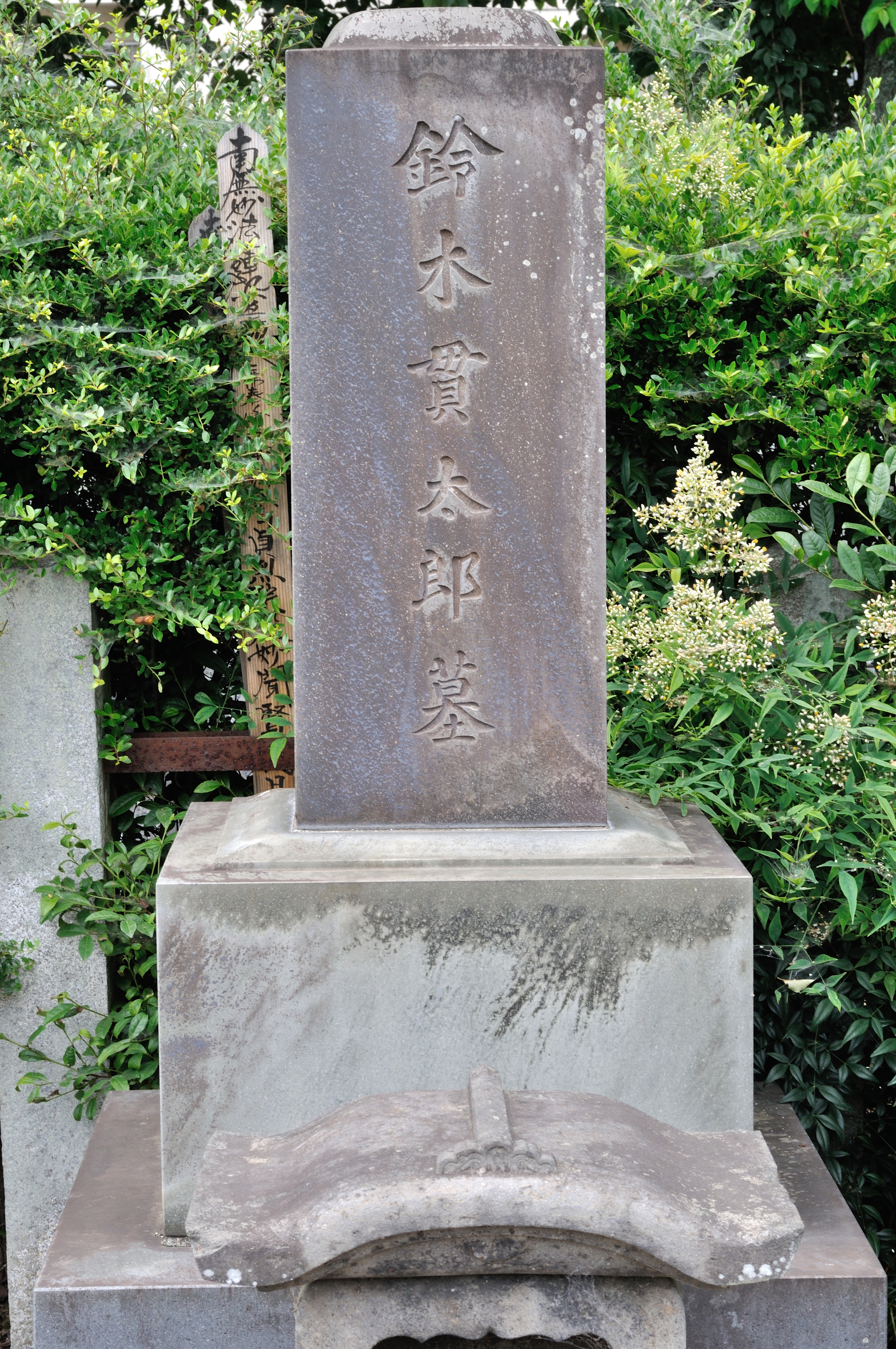
墓（千葉県野田市関宿町 実相寺）

1948年（昭和23年）4月17日、肝臓癌のため関宿町で死去、享年81。死の直前、「永遠の平和、永遠の平和」と、非常にはっきりした声で二度繰り返したという。関宿町の実相寺に葬られた。遺灰の中に二・二六事件の時に受けた弾丸が混ざっていた。遺品の多くは野田市の鈴木貫太郎記念館に展示されている。
戦後、長男・一より多治速比売神社に東京で鈴木神社創建の話があり、鈴木の生まれ故郷で敬神の念が深かった多治速比売神社の境内が適しているということで、建立場所について当時の宮司に相談があったという。
死後12年を経た1960年（昭和35年）8月15日に、最高位階である従一位を贈位されている。従一位を没時追賜した例は多いが、死去から年数を経て贈位するのは例が少ない。

## 年譜
- 1867年（慶応3年）12月24日 (旧暦) - 誕生。※グレゴリオ暦では1868年1月18日
- 1877年（明治10年） - 父の群馬県庁への就職に伴い前橋市に転居。
- 1878年（明治11年） - 第一番小学校厩橋学校（現・前橋市立桃井小学校）卒。
- 1883年（明治16年） - 群馬中学（現・群馬県立前橋高等学校）に進むも中退し、攻玉社に学ぶ[79]。
- 1884年（明治17年） - 海軍兵学校入校。
- 1887年（明治20年）7月25日 - 海軍兵学校卒（14期）。
- 1888年（明治21年） - 任海軍少尉。大沼トヨと結婚。
- 1892年（明治25年）12月21日 - 任海軍大尉。
- 1895年（明治28年）- 日清戦争に従軍。
- 1897年（明治30年）3月30日 - 海軍大学校砲術学生。
- 1898年（明治31年）
  - 4月29日 - 海軍大学校甲種学生。
  - 6月28日 - 任海軍少佐。
  - 12月19日 - 海軍大学校甲種学生卒（1期）。
- 1901年（明治34年）7月29日 - ドイツ駐在（〜1903年（明治36年）12月30日）。
- 1903年（明治36年）9月26日 - 任海軍中佐。
- 1904年（明治37年） - 日露戦争に駆逐隊司令として従軍（〜1905年（明治38年））。
- 1907年（明治40年）9月28日 - 任海軍大佐。
- 1910年（明治43年）7月25日 - 海軍水雷学校長。
- 1913年（大正2年）
  - 5月24日 - 任海軍少将。
  - 8月10日 - 第二艦隊司令官。
  - 12月1日 - 海軍省人事局長。
- 1914年（大正3年）4月17日 - 海軍次官。
- 1917年（大正6年）
  - 6月1日 - 任海軍中将。
  - 9月1日 - 練習艦隊司令官。
- 1918年（大正7年）12月1日 - 海軍兵学校長。
- 1920年（大正9年）12月1日 - 第二艦隊司令長官。
- 1921年（大正10年）12月1日 - 第三艦隊司令長官。
- 1922年（大正11年）7月27日 - 呉鎮守府司令長官。
- 1923年（大正12年）8月3日 - 任海軍大将。
- 1924年（大正13年）1月27日 - 第一艦隊司令長官兼連合艦隊司令長官。
- 1925年（大正14年）4月15日 - 海軍軍令部長。
- 1929年（昭和4年）
  - 1月22日 - 予備役編入。侍従長に就任。
  - 2月14日 - 枢密顧問官を兼任。
- 1936年（昭和11年）
  - 2月26日 - 二・二六事件で襲撃され、重傷を負う。
  - 11月20日 - 侍従長辞職。同日男爵に叙せられる[80]。
- 1940年（昭和15年）6月24日 - 枢密院副議長に就任。
- 1944年（昭和19年）8月10日 - 枢密院議長に就任。
- 1945年（昭和20年）
  - 4月7日 - 内閣総理大臣就任。
  - 7月28日 - ポツダム宣言について「黙殺」声明[81]。
  - 8月14日 - ポツダム宣言受諾を御前会議で決定。宮城事件に遭う。
  - 8月15日 - 玉音放送のあと内閣総辞職。
  - 12月15日 - 枢密院議長就任。
- 1946年（昭和21年）6月3日 - 公職追放。枢密院議長を辞職。
- 1948年（昭和23年）4月17日 - 千葉県東葛飾郡関宿町で死去（満80歳）。

## 栄典
位階
- 1891年（明治24年）12月14日 - 正八位[82][83]
- 1893年（明治26年）1月31日 - 従七位[82][84]
- 1895年（明治28年）11月26日 - 正七位[82][85]
- 1898年（明治31年）9月10日 - 従六位[82][86]
- 1903年（明治36年）11月10日 - 正六位[82][87]
- 1907年（明治40年）11月30日 - 従五位[82][88]
- 1913年（大正2年）2月10日 - 正五位[82][89]
- 1916年（大正5年）2月21日 - 従四位[82][90]
- 1920年（大正9年）12月20日 - 正四位[82][91]
- 1923年（大正12年）11月12日 - 従三位[82][92]
- 1926年（大正15年）12月1日 - 正三位[82][93]
- 1931年（昭和6年）12月15日 - 従二位[82][94]
- 1938年（昭和13年）12月28日 - 正二位[82][95]
- 1960年（昭和35年）8月15日 - 従一位

爵位
- 1936年（昭和11年）11月20日 - 男爵[82][96]

勲章など
| 受章年                     | 略綬 | 勲章名                       | 備考 |
| -------------------------- | ---- | ---------------------------- | ---- |
| 1895年（明治28年）11月18日 |      | 勲六等瑞宝章                 |      |
| 1895年（明治28年）11月18日 |      | 功五級金鵄勲章               |      |
| 1895年（明治28年）11月18日 |      | 明治二十七八年従軍記章       |      |
| 1901年（明治34年）11月30日 |      | 勲五等瑞宝章                 |      |
| 1905年（明治38年）5月30日  |      | 勲四等瑞宝章                 |      |
| 1906年（明治39年）4月1日   |      | 功三級金鵄勲章               |      |
| 1906年（明治39年）4月1日   |      | 勲三等旭日中綬章             |      |
| 1906年（明治39年）4月1日   |      | 明治三十七八年従軍記章       |      |
| 1915年（大正4年）8月28日   |      | 勲二等瑞宝章                 |      |
| 1915年（大正4年）11月10日  |      | 大礼記念章（大正）           |      |
| 1916年（大正5年）1月19日   |      | 旭日重光章                   |      |
| 1916年（大正5年）4月1日    |      | 勲一等旭日大綬章             |      |
| 1916年（大正5年）4月1日    |      | 大正三四年従軍記章           |      |
| 1917年（大正6年）11月29日  |      | 金杯一個                     |      |
| 1920年（大正9年）11月1日   |      | 戦捷記章                     |      |
| 1920年（大正9年）11月1日   |      | 大正三年乃至九年戦役従軍記章 |      |
| 1921年（大正10年）7月1日   |      | 第一回国勢調査記念章         |      |
| 1928年（昭和3年）11月10日  |      | 大礼記念章（昭和）           |      |
| 1931年（昭和6年）3月20日   |      | 帝都復興記念章               |      |
| 1934年（昭和9年）4月29日   |      | 旭日桐花大綬章               |      |
| 1934年（昭和9年）4月29日   |      | 昭和六年乃至九年事変従軍記章 |      |
| 1937年（昭和12年）1月15日  |      | 御紋付銀盃                   |      |
| 1940年（昭和15年）4月29日  |      | 銀杯一組                     |      |
| 1940年（昭和15年）8月15日  |      | 紀元二千六百年祝典記念章     |      |
| 1942年（昭和17年）5月5日   |      | 銀杯一組                     |      |

外国勲章佩用允許
| 受章年                    | 国籍           | 略綬 | 勲章名                               | 備考 |
| ------------------------- | -------------- | ---- | ------------------------------------ | ---- |
| 1916年（大正5年）6月23日  | ロシア帝国     |      | 神聖アンナ第一等勲章                 |      |
| 1918年（大正7年）8月3日   | イギリス帝国   |      | バス第二等勲章                       |      |
| 1919年（大正8年）10月25日 | フランス共和国 |      | レジオンドヌール勲章グラントフィシエ |      |
| 1921年（大正10年）3月11日 | イタリア王国   |      | サンモーリスエラザル第一等勲章       |      |
| 1934年（昭和9年）3月1日   | 満州帝国       |      | 大満洲国建国功労章                   |      |
| 1934年（昭和9年）5月9日   | 満州帝国       |      | 勲一位龍光大綬章                     |      |
| 1935年（昭和10年）9月21日 | 満州帝国       |      | 満州帝国皇帝訪日記念章               |      |
| 1941年（昭和16年）12月9日 | 満州帝国       |      | 建国神廟創建記念章                   |      |

## 系譜・親族

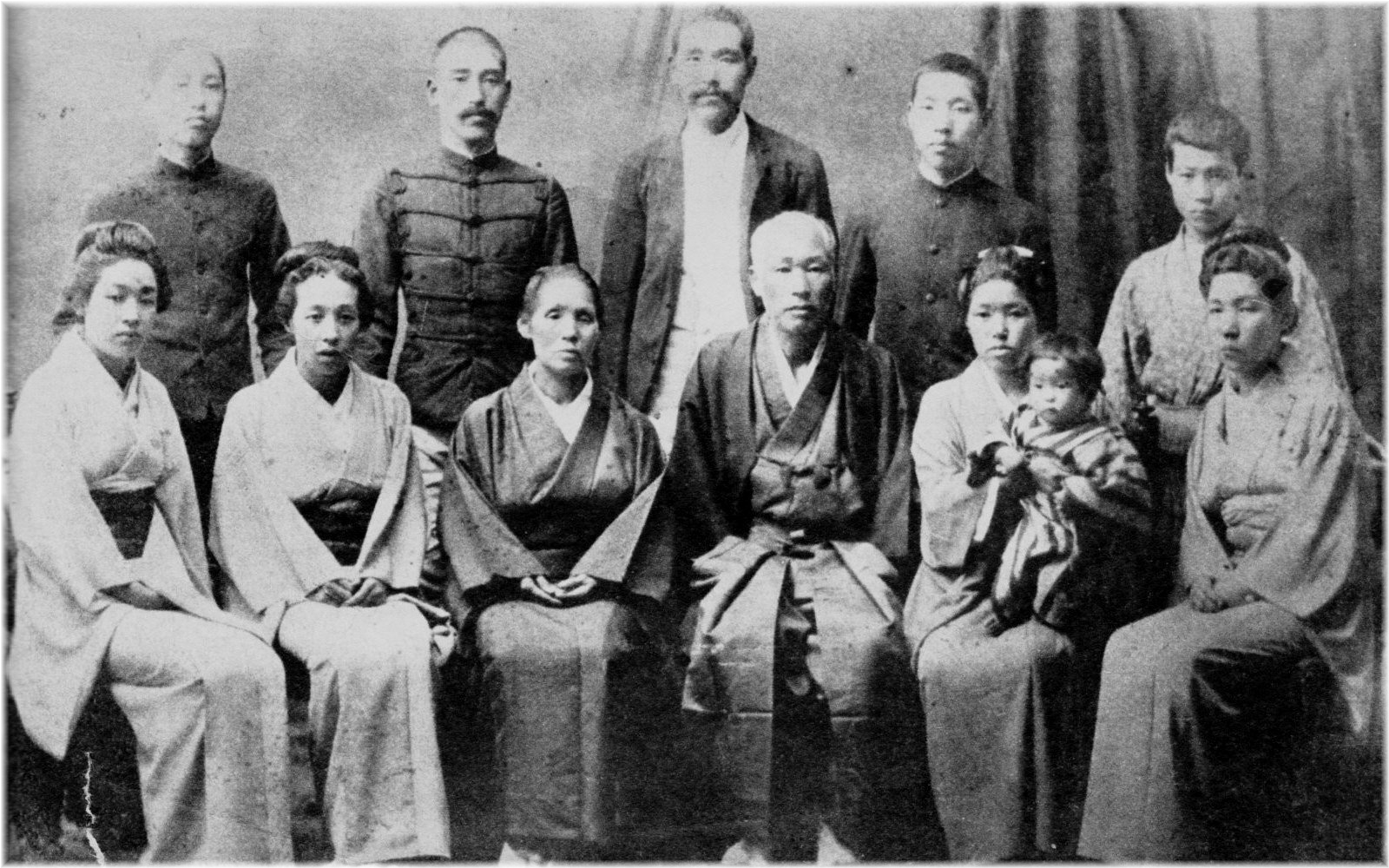
両親と兄弟姉妹
後列左から茂/孝雄/貫太郎/三郎/鳥居辰雄（よね長男）
前列左からよし/きよ/由哲/くら/薄井武夫（くら長男）/けい

### 父母
- 父の鈴木由哲は久世家関宿藩の藩士、代官。関宿町町長
- 母のキヨは下野国佐野川崎の修験道本山遠江寺の僧、小野寺貞滝坊慶の三女[114]

### 兄弟姉妹
- 靖国神社宮司を務めた鈴木孝雄陸軍大将は長弟。
- 関東都督府外事総長、久邇宮御用掛の鈴木三郎は次弟（妻のトネは木下広次の長女）。
- 妹の敬子は彦根藩出身の永田廉平海軍大尉に嫁ぐが、永田が黄海海戦で戦死したため末弟茂が永田家の養嗣子に入る。永田の父である永田正備は桜田門外の変の際に主君である大老井伊直弼の護衛をしており、奮戦空しく殺害されている。
- 末弟で永田家の養嗣子に入った永田茂陸軍中佐は軍務での無理がたたり、40歳代前半で死去[115]。

### 妻子、子孫
- 先妻のトヨ（旧姓：大沼）とは1912年に死別。兄は大沼龍太郎海軍機関少将[116]。
- 後妻のタカ（旧姓：足立）は東京女子師範学校附属幼稚園（現・お茶の水女子大学附属幼稚園）の教諭であったが、菊池大麓東京帝大教授の推薦により、1905年（明治38年）から1915年（大正4年）まで皇孫御用掛として、幼少時の迪宮（昭和天皇）[117]、淳宮（秩父宮）、光宮（高松宮）の養育に当たっていた。皇孫御用掛の役目を終えたのち、貫太郎と婚姻[117]。貫太郎は後に侍従長を務めており、夫妻で天皇を支えた。二・二六事件の際、貫太郎が襲撃されたことをたかが昭和天皇に直接電話をかけて伝えた。昭和天皇は、侍従長、総理時代の貫太郎に「たかは、どうしておる」「たかのことは、母のように思っている」と語っている。
- 貫太郎の長女サカエは藤江恵輔陸軍大将と結婚した。
- 貫太郎の長男一（はじめ）は、農林省山林局長、侍従次長、外務省出入国管理庁長官などを務めた。
- 一の長男哲太郎（1926/12/17生）は通産省審議官[118]、弁護士。
- 一の長女鈴木道子[119]は音楽評論家。回想『祖父・鈴木貫太郎』（朝日新聞出版、2024年）を上梓。
- 貫太郎の次女ミツは後妻タカの弟で農学者で台北帝国大学教授足立仁と結婚した。
- 次女ミツが夫の足立仁とともに住んだ台北市昭和町の住居は現在も同地に保存され、レストラン「青田七六」として営業している。
- 次女ミツの孫に和歌山大学副学長で経済学部教授の足立基浩、元日本経済新聞記者でテレビ東京ニューヨーク特派員を務めたジャーナリストの足立真理がいる。

### 遠戚
- 『宰相 鈴木貫太郎』を上梓した東京大学名誉教授の小堀桂一郎は遠戚[注 9]。

- 由哲：久世関宿藩和泉飛地代官[121]、関宿町長[122][123]
  - 小野寺きよ：父は栃木県足利郡上川崎村名族の小野寺治郎[124]
    - 貫太郎
      - 大沼とよ[125]
        - さかえ[125][126]
          - 藤江恵輔：陸軍大将、兄は逸志海軍機関少将[127]
            - 藤江太郎[127]
              - 伴美佐子：父は伴義一海軍少将[128][127]

            - 藤江次郎：陸軍中尉、飛行第45戦隊、1944年（昭和19年）2月19日ミンダナオ島沖で戦死[129][130]。
            - 藤江実[127]：陸軍[130]
            - 藤江愛子[127]
              - 斎藤豊：建設技官[127]

            - 藤江尚[127]
            - 藤江弘子[127]
              - 高柳洋吉：東北大学名誉教授、日本古生物学会元会長。父高柳真三は日本法制史学者で東北大学名誉教授[127][131]
                - 高柳真紀子[131]
                - 高柳恵理子[131]

            - 藤江玲子[127]

        - 一：農林省官僚、宮内庁侍従次長、外務省出入国管理庁長官[125][126]
          - 赤須布美[126][132]
            - 哲太郎：弁護士、通産省審議官[126][132]
              - 三喜[132]
                - 眞理絵[132]
                - 由里[132]

            - 道子：音楽評論家[126][132]

        - みつ[125][126]
          - 足立仁：姉たかは鈴木貫太郎の後妻、台北帝国大学教授[126]
            - 足立元彦[126]
              - 光代[132]
                - 足立真理[132]：日本経済新聞社記者、テレビ東京ニューヨーク特派員
                - 足立基浩[132]：和歌山大学経済学部教授

      - 足立たか：弟の足立仁は前述[125][126]

    - 孝雄：陸軍大将、靖国神社宮司[125][126]
      - 淑子[132]
        - 武[126]：船橋カントリークラブ社長[132]

      - 立見もと：男爵立見尚文陸軍大将の娘、兄子爵豊丸は陸軍省政務次官[132]
        - 英：海軍中佐のちに海将 自衛艦隊司令官[132]
          - 岡田喜美子：父は海軍大将で第31代内閣総理大臣岡田啓介、姉夫に鈴木内閣で内閣書記官長を務めた迫水久常[132]
            - 昭英[132]
              - 山梨郁子：父は山梨進一は埼玉大学名誉教授、祖父山梨勝之進は海軍大将[132]

        - 夏子[126]
          - 小田村嘉穂：父は実業家小田村有芳[132]

        - 八重子[126]
          - 肥後大介：電電公社理事[132]

        - 千鶴子[126]
          - 始関伊平：商工官僚、衆議院議員、建設大臣（第45代）[126][132]

    - よね[125][126]
      - 三田釥吾：特許局技師[126]

    - 三郎：海軍主計大尉、関東都督府外事総長[125][126][133]
      - 木下トネ：父木下廣次は京都帝国大学初代総長、弟道雄は昭和天皇の侍従[126]

    - くら
    - けい[125]
      - 永田廉平：海軍大尉、黄海海戦で戦死[134]。父永田太郎兵衛は彦根藩士で桜田門外の変で討死。

    - 永田茂：姉けいの夫永田廉平が黄海海戦で死去したため永田家の養嗣子となる[125][134]。

## 海軍軍人として
- 日本海海戦のときには、第四駆逐隊司令として、ロシアのバルチック艦隊の残存艦3隻を雷撃で撃沈した[10]。そのため連合艦隊参謀・秋山真之から「1隻は他の艦隊の手柄にしてやってくれ」と言われた[4][135]。第四駆逐隊の乗組員たちは、その後毎年5月27日の海軍記念日に、鈴木を囲んで当時の思い出や海軍の将来を語り合う「晴濤会」という会合を催していた[136]。会員の一人であった荒城二郎（当時「朝霧」乗組、のち中将）は、「翁（鈴木）はこの集まりを毎年楽しみにしていた。首相在任中の1945年にも官邸に会場を用意していたほどだったが、さすがにこの時は空襲による灯火管制・交通途絶により中止となった」と述懐している[137]。

- 枢密院議長をしていた1943年（昭和18年）のこと、会議の席で海軍大臣・嶋田繁太郎が山本五十六の戦死（海軍甲事件。国民には秘匿されていた）を簡単に報告した。驚いた鈴木が「それは一体いつのことだ?」と問うと嶋田は「海軍の機密事項ですので答えられません」と官僚的な答弁をした。すると、普段温厚で寡黙な鈴木が「俺は帝国の海軍大将だ! お前の今のその答弁は何であるか!」（鈴木は1928年に予備役に編入され、1932年に後備役、1937年に退役[79]。ただし、帝国海軍士官は終身官であったので、海軍大将の階級を有することには変わりない）と大声で嶋田を叱責し、周囲にいた者はいまだ「鬼貫」が健在であることを思い知らされ驚愕したという。

- 同じころ、以前校長を務めた海軍兵学校を訪ね、校長の井上成美に会い「教育の効果が現れるのは20年先だよ、井上君」と鈴木が言うと、井上は大きく頷いたという[138]。この三十年以上前、兵学校を卒業した井上が少尉候補生として乗り組んだ巡洋艦「宗谷」の艦長が鈴木であった[138]。井上は終始戦争反対派、校長に就任してからは兵学校の制度や因習を改正し、戦後に名校長と讃えられている。二人の問答を傍らで聞いていた兵学校企画課長は[注 10]「鈴木がはるばる広島県・江田島の兵学校まで来たのは、この一言を井上に告げるためだったのでは」と感じた、と戦後に述べている[140]。

## 人間関係
- 海軍の命令で学習院に軍事教練担当の教師として派遣された折に、教え子に吉田茂がいた。吉田は鈴木の人柄に強く惹かれ、以後も鈴木と吉田との交友は続き、吉田の総理就任後も鈴木に総理としての心構えを尋ねたと言われている。例えば、「吉田君、俎板の鯉のようにどっしり構えること、つまり負けっぷりをよくすることだよ」などと言ったことを伝えていたと言われている。吉田が戦後すぐに鈴木に贈った書簡には毛筆で「聖断をもって戦局終結　ご大勇　ただただ感激のほかない」などと記述し、吉田の謝意が書かれている[141]。

- 1945年（昭和20年）8月14日の御前会議終了後、陸相・阿南惟幾は紙に包んだ葉巻きたばこの束を手に「終戦についての議論が起こりまして以来、私は陸軍の意見を代表し強硬な意見ばかりいい、助けなければならないはずの総理に対し、いろいろご迷惑をかけてしまいました。ここに慎んで詫びます。ですがこれも国と陛下を思ってのことで、他意はございませんことをご理解下さい。この葉巻は前線から届いたものであります。私は嗜みませんので、閣下がお好きと聞き持参致しました」と挨拶にきた。鈴木は「阿南さんのお気持ちは最初からわかっていました。それもこれも、みんな国を思う情熱から出てきたことです。しかし阿南さん、私はこの国と皇室の未来に対し、それほどの悲観はしておりません。我が国は復興し、皇室はきっと護持されます。陛下は常に神をお祭りしていますからね。日本は必ず再建に成功します」と告げた。阿南は静かにうなずいて「私も、そう思います」と言って辞去した。鈴木は迫水久常に「阿南君は暇乞いにきたのだね」とつぶやいた。その数時間後、阿南は割腹自決した。阿南は鈴木の侍従長時代の侍従武官であり、そのときから鈴木の人柄に深く心酔していた。表面的には閣議や最高戦争指導会議で、鈴木と対立する強硬意見を言うことの多かった阿南であるが、鈴木への尊敬の気持ちは少しも変わらず、陸軍部内の倒閣運動を押さえ込むことに見えない形で尽力したりしている。

- 自分の意見と正反対の方向すなわち終戦の方へ流れがすすみはじめたころ、陸士同期の国務大臣・安井藤治に阿南は「どんな結論になっても自分は鈴木首相に最後まで事を共にする。どう考えても国を救うのはこの内閣と鈴木総理だと思う」と言ったという。この阿南の鈴木への深い敬意が、潜在的ではあるが、終戦への流れに大きな役割を果たしたといえる[独自研究?]。

## 人物
- 漢籍に通じ、特に『老子』を終生愛読した。空襲で目ぼしい財産を失ってからも、孫が古書店で買い求めた『老子』を読んだ。内閣書記官長の迫水久常に「大国を治むるは小鮮を烹（に）るが如し」（国の政治というものは小魚を煮るようなもので、決して慌てて動いてはいけない）という『老子』の一節を贈り、終戦工作の要諦を示唆している。

- 幼年に生地を去っているが、多治速比売神社への崇敬の念が深く中佐時代にも参拝したという。海軍中将鈴木貫太郎の名で「敬神崇祖」と書かれた大きな扁額が残されているが、現在は氏子参集殿に掲げられており、同文の扇面が複製され氏子に分けられた。また、大正12年の境内摂社稲荷社の本殿改築及玉垣新築に際して、海軍中将鈴木貫太郎の名で奉納した玉垣石が残されている[142][注 11]。また、二・二六事件で重症を負った時、多治速比売命が枕元にお立ちになり命を救われたとして、翌年一月にたか夫人と本復祝の参拝をしている。戦後、鈴木神社創建の話が出た際は多治速比売神社の境内が適していると相談があったという。

- 「正直に 腹を立てずに 撓まず励め」という遺訓は、母校である前橋市立桃井小学校の基本目標になっており、校歌の歌詞にも採用されている。同校の卒業生でもある糸井重里は、この遺訓を「よくできたものである」と絶賛している[143]。

## 著書
- 『鈴木貫太郎自伝』 鈴木一[注 12] 編、時事通信社、1968年、新装版1985・1991年。回顧談「終戦の表情」も収録
  - 新版『鈴木貫太郎自伝』[144]「人間の記録24」日本図書センター、1997年。ISBN 4820542656
  - 改訂版『鈴木貫太郎自伝』 小堀桂一郎解説・校訂、中央公論新社〈中公クラシックス〉、2013年

## 関連作品

### 小説
- 『雪つもりし朝 二・二六の人々』（2017年） - 作 植松三十里、KADOKAWA、ISBN 9784041052129[145]

### 映画
- 『黎明八月十五日』（1952年、演：青山杉作）※役名は総理大臣
- 『日本敗れず』（1954年、新東宝、演：斎藤達雄）※役名は総理
- 『叛乱』（1954年、新東宝、演：武村新）※役名は「鈴木侍従長」
- 『重臣と青年将校 陸海軍流血史』（1958年、新東宝、演：武村新）
- 『大東亜戦争と国際裁判』（1959年、新東宝、演：武田正憲）
- 『皇室と戦争とわが民族』（1960年、新東宝、演：林寛）
- 『八月十五日の動乱』（1962年、演：宇佐美淳也）
- 『銃殺』（1964年、東映、演：志摩栄）※役名は「鈴木侍従長」
- 『日本のいちばん長い日』（1967年、東宝、演：笠智衆）
- 『あゝ決戦航空隊』（1974年、東映、演：村上冬樹）
- 『動乱』（1980年、演：稲川善一）※役名は「侍従長」
- 『大日本帝国』 （1982年、東映、演：小山源基）
- 『226』 （1989年、松竹、演：芦田伸介）
- 『太陽』（2005年、演：守田比呂也）
- 『日本のいちばん長い日』 （2015年、松竹、演：山﨑努）

### テレビドラマ
- NHK特集『日本の戦後』第1集 日本分割 知られざる占領計画 （1977年、NHK、演：嵐寛寿郎）
- 『歴史の涙』（1980年、TBS、演：西村晃）
- 『山河燃ゆ』（1984年、NHK大河ドラマ、演：平野元）
- 『そして戦争が終った』（1985年、TBS、演：森繁久彌）
- 『命なりけり 悲劇の外相東郷茂徳』（1994年、TBS、演：小林桂樹）
- 『ヒロシマ 原爆投下までの4か月』（1995年、NHK、演：松村達雄）
- 『聖断』 （2005年、テレビ東京、演：松方弘樹）
- 『落日燃ゆ』（2009年、テレビ朝日、演：東孝）
- 『坂の上の雲』第3部 （2011年、NHK、演：赤井英和）
- 『玉音放送を作った男たち』 （2015年、NHK BSプレミアム、上田耕一）

### テレビアニメ
- 『アニメンタリー 決断』（第25話「最後の決断」、1971年、日本テレビ、演：勝田久）

### マンガ
- 『昭和天皇物語』- 作画 能條純一：原作 半藤一利「昭和史」、脚本：永福一成、監修：志波秀宇（2017年から小学館『ビッグコミックオリジナル』連載）
- 『日本のいちばん長い日』- 作画 星野之宣：原作 半藤一利（2021年 - 2022年、文藝春秋『文春オンライン』連載、「文春現代史コミックス」上・下で刊）

## テレビ番組
- 歴史秘話ヒストリア 天皇のそばにいた男 鈴木貫太郎 太平洋戦争最後の首相（2015年8月5日、NHK）[146]